# Konjeniške enote
Konjeniške enote so lahke, mobilne pehotne enote, ki za transport in bojevanje uporabljajo konje.

## Zgodovina
Sodobne konjeniške enote so se razvile iz viteške težke konjenice, ko je zaradi uporabe strelnega orožja postala zastarela in nepotrebna. Namesto tega so v 19. stoletju razvili nov koncept konjenice, ki naj bi bila pehota na konjih ter bi izvajala hitre premike na bojišču. Z razvojem tehnologije in vozil se je ta tip enot umikal v pozabo. Zadnje velike operacije konjeniških enot so bile med drugo svetovno vojno.
Danes so se konjeniške enote ohranile kot protokolarne oz. gardne enote.

## Seznam
- seznam konjeniških enot